# Tracy Ip
Tracy Ip Chui Chui, född den 10 september 1981 i Hongkong med familjerötter från Shanghai, är en toppmodell och före detta Miss Hong Kong (2005) som även arbetat som TV-värd och skådespelare. 

## Filmografi

### TV serier
| År   | Titel                          | Roll                   | Noteringar                  |
| ---- | ------------------------------ | ---------------------- | --------------------------- |
| 2007 | Heart of Greed                 | Cherry                 |                             |
| 2007 | Steps                          | Anita                  |                             |
| 2008 | Dressage to Win                | Mrs. Dai Ma            |                             |
| 2008 | Love Exchange                  | Tung Sze-ting (Sophie) |                             |
| 2008 | When a Dog Loves a Cat         | Cheung Ga-ga           | Gäststjärna                 |
| 2008 | Moonlight Resonance            | Fong Shu-ting          |                             |
| 2008 | The Greatness of a Hero        | Chun Fei               | Warehoused                  |
| 2009 | Beyond the Realm of Conscience | Wong Zi                |                             |
| 2010 | When Lanes Merge               | Daisy                  |                             |
| 2010 | Can't Buy Me Love              | Princess Ching Wan     |                             |
| 2010 | Links to Temptation            | Alice                  | Guest star (ep. 11, 19, 20) |

### Film
| År   | Titel         | Roll | Noteringar |
| ---- | ------------- | ---- | ---------- |
| 2009 | Turning Point |      |            |